# A History of Muslim Philosophy
A History of Muslim Philosophy (Geschichte der muslimischen Philosophie) mit dem Untertitel: With short accounts of other disciplines and the modern renaissance in Muslim lands (Mit kurzen Berichten über andere Disziplinen und die moderne Renaissance in muslimischen Ländern) ist ein von dem pakistanischen Gelehrten M. M. Sharif herausgegebenes zweibändige Sammelwerk (1963, 1966) mit ersten umfassenden Studien zum muslimischen Denken, der muslimischen Philosophie vom ersten Jahrhundert des Islams bis in die Gegenwart.
Der Herausgeber M. M. Sharif (1893–1965) war der Direktor des Institute of Islamic Culture in Lahore, das Werk wurde vom Pakistan Philosophical Congress veröffentlicht und erschien bei Otto Harrassowitz in Wiesbaden. Zahlreiche renommierte Fachgelehrte und Persönlichkeiten des Islams in Pakistan haben daran mitgewirkt, darunter Abul Ala Maudoodi, Khalifa Abdul Hakim, Fazlur Rahman, Alessandro Bausani, C. A. Qadir, Abdul Hamid Siddiqi und last not least Seyyed Hossein Nasr.
Der Gesamtaufbau des Werkes ist anfänglich – aufgrund von dessen Reichhaltigkeit – etwas schwer zu überblicken, die folgenden Übersichten (dt./engl.) versuchen dem auf zweifache Weise entgegenzuwirken:

## Gliederung

### Thematisch (deutsch)
Verlinkungen sind auf den englischen Abschnitt beschränkt, die Verfasser der einzelnen Kapitel sind ebenfalls dem englischsprachigen Abschnitt zu entnehmen.
Band 1
Buch Eins

#### Vorislamisches philosophisches Denken
Teil 1
Kapitel 1: Vorislamisches indisches Gedankengut
Kapitel 2: Vorislamisches chinesisches Denken
Kapitel 3: Vorislamisches iranisches Denken
Kapitel 4: Griechisches Denken
Kapitel 5: Alexandrinisch-syrisches Denken
Teil 2
Kapitel 6: Vorislamisches arabisches Denken
Buch Zwei

#### Die Entstehung des Islam: Grundlegende Lehren des Korans
Kapitel 7: Philosophische Lehren des Korans
Kapitel 8: Ethische Lehren des Korans
Kapitel 9: Wirtschaftliche und politische Lehren des Korans
Buch Drei

#### Frühe Jahrhunderte (vom ersten/siebten Jahrhundert bis zum Fall von Bagdad)
Teil 1: Theologisch-philosophische Strömungen
Kapitel 10: Der Mu'tazlilismus
Kapitel 11: Ash'arismus
Kapitel 12: Tahawismus
Kapitel 13: Maturdismus
Kapitel 14: Zahirismus
Kapitel 15: Ikhawan al-Safa
Teil 2: Die Sufis
Kapitel 16: Frühe Sufis: Doktrin
Kapitel 17: Frühe Sufis: (Fortsetzung):
Sufis vor Hallaj
Al-Hallaj
Kapitel 18: 'Abd al-Qadir Jilani und Shihab al-Din Suhrawardi
Kapitel 19: Schihab al-Din Suhrawardi al-Maqtul
Kapitel 20: Ibn 'Arabi
Teil 3: Die „Philosophen“
Kapitel 21: Al-Kindi
Kapitel 22: Muhammad ibn Zakariya al-Razi
Kapitel 23: Al-Farabi
Kapitel 24: Miskawaih
Kapitel 25: Ibn Sina
Kapitel 26: Ibn Bajjah
Kapitel 27: Ibn Tufail
Kapitel 28: Ibn Rushd
Kapitel 29: Nasir al-Din Tusi
Teil 4: Die Philosophen des Mittleren Weges
Kapitel 30: Al-Ghazali: Metaphysik
Kapitel 31: Al-Ghazali: (Fortsetzung)
Mystik
Ethik
Beeinflussung
Kapitel 32: Fakhr al-Din Razi
Teil 5: Politische Denker
Kapitel 33: Politisches Denken im frühen Islam
Kapitel 34: Abu Hanifah und Abu Yusuf
Kapitel 35: Al-Farabi
Kapitel 36: Al-Mawardi
Kapitel 37: Die politische Theorie der Schiiten
Kapitel 38: Nizam al-Mulk Tusi
Kapitel 39: Al-Ghazali
Band 2
Viertes Buch

#### Spätere Jahrhunderte (vom Fall von Bagdad [656/1258] bis 1111/1700)
Teil 1: Der Fall von Baghdad
Kapitel 40: Der Fall des 'Abbasiden-Kalifats
Teil 2: Theologisch-philosophisches Gedankenwesen
Kapitel 41: Ibn Taimiyah
Teil 3: Die Sufis
Kapitel 42: Jalal al-Din Rumi
Kapitel 43: Mahmud Shabistari, al-Jili und Jami
Kapitel 44: Shaikh Ahmad Sirhindi
Teil 4: Die „Philosophen“
Kapitel 45: Jalal al-Din Dawwani
Kapitel 46: Ibn Khaldun
Teil 5: Die Philosophen des Mittleren Weges
Kapitel 47: Die Schule von Isfahan
Kapitel 48: Sadr al-Din Shirazi (Mulla Sadra)
Teil 6: Politisches Denken
Kapitel 49: Ibn Khaldun
Fünftes Buch

#### Andere Disziplinen (sowohl für die frühen als auch für die späteren Jahrhunderte)
Teil 1: Sprache und Literatur
Kapitel 50: Arabische Literatur: Poetische und prosaische Formen
Kapitel 51: Arabische Literatur: Grammatik und Lexikographie
Kapitel 52: Arabische Literatur: Theorien der Literaturkritik
Kapitel 53: Persische Literatur
Kapitel 54: Türkische Literatur
Teil 2: Schöne Künste
Kapitel 55: Architektur: Die ersten drei Jahrhunderte der muslimischen Architektur
Muslimische Architektur in späteren Jahrhunderten
Kapitel 56: Malerei
Kapitel 57: Musik
Kapitel 58: Musik (Fortsetzung)
Kapitel 59: Kleine Künste
Teil 3: Soziale Studien
Kapitel 60: Geschichtsschreibung
Kapitel 61: Jurisprudenz
Teil 4: Die Wissenschaften
Kapitel 62: Geographie
Kapitel 63: Mathematik und Astronomie
Kapitel 64: Physik und Mineralogie
Kapitel 65: Chemie
Kapitel 66: Naturgeschichte
Kapitel 67: Medizin
Sechstes Buch

#### Einfluss des muslimischen Denkens
Kapitel 68: Der Einfluss des muslimischen Denkens auf den Westen: Westliche Denker über den Islam im Allgemeinen
Theologischer Einfluss
Philosophischer Einfluss vor Descartes
Philosophischer Einfluss von Descartes bis Kant
Philosophischer Einfluss in der postkantianischen Zeit von H. Z. Ulken
Kapitel 69: Der Einfluss des muslimischen Denkens auf den Osten von C. A. Qadir
Buch Sieben

#### Das dunkle Zeitalter: (1111/1700–1266/1850)
Kapitel 70: Niedergang in der muslimischen Welt
Kapitel 71: Der Silberstreif: Die Entwicklung der Urdu-Sprache, Grammatik und Literatur
Buch Acht

#### Moderne Renaissance (sowohl die frühen als auch die späteren Jahrhunderte)
Teil 1: Renaissance im Nahen und Mittleren Osten
Kapitel 72: Die Renaissance in Arabien, Jemen, Irak, Syrien und Libanon: Muhammad Bin 'Abd al-Wahhab und seine Bewegung
Kapitel 73: Die Renaissance in Nordafrika: Die Sanusiyah-Bewegung
Kapitel 74: Jamal al-Din al-Afghani
Kapitel 75: Die Renaissance in Ägypten: Muhammad Abduh und seine Schule
Kapitel 76: Die Renaissance in der Türkei: Ziya Gökalp und seine Schule
Kapitel 77: Die Renaissance im Iran: Allgemeines
Kapitel 78: Renaissance im Iran: (Fortsetzung) Haji Mulla Hadi Sabziwari
Teil 2: Renaissance in Süd- und Südostasien
Kapitel 79: Die Renaissance in Indo-Pakistan: Shah Wali Allah Dihlawi
Kapitel 80: Renaissance in Indo-Pakistan (Fortsetzung): Sir Sayyid Ahmad Khan als Politiker, Historiker und Reformist
Kapitel 81: Renaissance in Indo-Pakistan (Fortsetzung): Sir Sayyid Ahmad Khan als religiös-philosophischer Denker
Kapitel 82: Renaissance in Indo-Pakistan (Fortsetzung): Iqbal
Kapitel 83: Renaissance in Indonesien
Schlussfolgerung des Herausgebers

### Nach Büchern und Verfassern (englisch)
Volume 1

#### Book One
Pre-Islamic Philosophical thought
Part 1
Chapter 1: Pre-Islamic Indian Thought (C. A. Qadir)
Chapter 2: Pre-Islamic Chinese Thought (Howard F. Didsbury)
Chapter 3: Pre-Islamic Iranian Thought (Alessandro Bausani)
Chapter 4: Greek Thought (M. M. Sharif)
Chapter 5: Alexandrio-Syriac Thought (C. A. Qadir)
Part 2
Chapter 6: Pre-Islamic Arabian Thought (Shaikh Inayatullah)

#### Book Two
Advent of Islam
Fundamental Teachings of the Qur'an
Chapter 7: Philosophical Teachings of the Qur'an (M. M. Sharif)
Chapter 8: Ethical Teachings of the Qur'an (B. A. Dar)
Chapter 9: Economic and Political Teachings of the Qur'an (Abul Ala Maudoodi)

#### Book Three
Early Centuries (From the First/Seventh Century to the fall of Baghdad)
Part 1: Theologico-Philosophical Movements
Chapter 10: Mu'tazilism (Mir Valiuddin)
Chapter 11: Ash'arism (M. Abdul Hye)
Chapter 12: Tahawism (A. K. M. Ayyub Ali)
Chapter 13: Maturidism (A. K. M. Ayyub Ali)
Chapter 14: Zahirism (Omar A. Farrukh)
Chapter 15: Ikhwan al-Safa (Omar A. Farrukh)
Part 2: The Sufis
Chapter 16: Early Sufis: Doctrine (M. Hamiduddin)
Chapter 17: Early Sufis: (Continued):
Sufis before Hallaj (B. A. Dar)
Al-Hallaj (Louis Massignon)
Chapter 18: 'Abd al-Qadir Jilani and Shihab al-Din Suhrawardi (B. A. Dar).
Chapter 19: Shihab al-Din Suhrawardi al-Maqtul (Seyyed Hossein Nasr).
Chapter 20: Ibn 'Arabi (A. E. Affifi)
Part 3: The „Philosophers“
Chapter 21: Al-Kindi (Ahmed Fouad El-Ehwany)
Chapter 22: Muhammad ibn Zakariya al-Razi (Abdurrahman Badawi)
Chapter 23: Al-Farabi (Ibrahim Madkour)
Chapter 24: Miskawaih (Abdurrahman Badawi)
Chapter 25: Ibn Sina (Fazlur Rahman)
Chapter 26: Ibn Bajjah (Muhammad Saghir Hasan al-Ma'sumi)
Chapter 27: Ibn Tufail (Bakhtyar Husain Siddiqi)
Chapter 28: Ibn Rushd (Ahmed Fouad El-Ehwany)
Chapter 29: Nasir al-Din Tusi (Bakhtyar Husain Siddiqi)
Part 4: The Middle-Roaders
Chapter 30: Al-Ghazali: Metaphysics (M. Saeed Sheikh)
Chapter 31: Al-Ghazali: (continued)
Mysticism (M. Saeed Sheikh)
Ethics (Abdul Khaliq)
Influence (M. Saeed Sheikh)
Chapter 32: Fakhr al-Din Razi (Seyyed Hossein Nasr)
Part 5: Political thinkers
Chapter 33: Political Thought in Early Islam (Abul Ala Maudoodi)
Chapter 34: Abu Hanifah and Abu Yusuf (Abul Ala Maudoodi)
Chapter 35: Al-Farabi (Muhammad Saghir Hasan al-Ma'sumi)
Chapter 36: Al-Mawardi (Muhammad Qamaruddin Khan)
Chapter 37: Political Theory of the Shi'ites (Syed Abid Ali Abid)
Chapter 38: Nizam al-Mulk Tusi (M. Rukunuddin Hassan)
Chapter 39: Al-Ghazali (Leonard Binder)
Volume 2

#### Book Four
Later Centuries (From the Fall of Baghdad [656/1258] to 1111/1700)
Part 1: The Fall of Baghdad
Chapter 40: Fall of the 'Abbasid Caliphate (Abdul Shakoor Ahsan)
Part 2: Theologico-Philosophical Thought
Chapter 41: Ibn Taimiyah (Serajul Haque)
Part 3: The Sufis
Chapter 42: Jalal al-Din Rumi (Khalifah Abdul Hakim)
Chapter 43: Mahmud Shabistari, al-Jili and Jami (B. A. Dar)
Chapter 44: Shaikh Ahmad Sirhindi (Muhammad Farman)
Part 4: The „Philosophers“
Chapter 45: Jalal al-Din Dawwani (Bakhtyar Husain Siddiqi)
Chapter 46: Ibn Khaldun (Muhsin Mahdi)
Part 5: The Middle-Roaders
Chapter 47: The School of Ispahan (Seyyed Hossein Nasr)
Chapter 48: Sadr al-Din Shirazi (Mulla Sadra) (Seyyed Hossein Nasr)
Part 6: Political Thought
Chapter 49: Ibn Khaldun (Muhsin Mahdi)

#### Book Five
Other Disciplines (Covering both the Early and the Later Centuries)
Part 1: Language and Literature
Chapter 50: Arabic Literature: Poetic and Prose Forms (S. M. Yusuf)
Chapter 51: Arabic Literature: Grammar and Lexicography (S. M. Yusuf)
Chapter 52: Arabic Literature: Theories of Literary Criticism  (M. Khalaf-allah)
Chapter 53: Persian Literature (Sa'id Naficy)
Chapter 54: Turkish literature (Meedut Mansuroglu)
Part 2: Fine Arts
Chapter 55: Architecture:
The First Three Centuries of Muslim Architecture (K. A. C. Creswell)
Muslim Architecture in Later Centuries (S. Sibte Hasan and M. Abdullah Chaghatai)
Chapter 56: Painting (M. Ajmal)
Chapter 57: Music (H. G. Farmer)
Chapter 58: Music (Continued) (H. G. Farmer)
Chapter 59: Minor Arts (Syed Abid Ali Abid)
Part 3: Social Studies
Chapter 60: Historiography (I. H. Qureshi)
Chapter 61: Jurisprudence (M. Hamidullah)
Part 4: The Sciences
Chapter 62: Geography (Nafis Ahmad)
Chapter 63: Mathematics and Astronomy (M. R. Siddiqi)
Chapter 64: Physics and Mineralogy (Muhammad Abdur Rahman Khan)
Chapter 65: Chemistry (Salimuzzaman Siddiqi and S. Mahdihassan)
Chapter 66: Natural History (Seyyed Hossein Nasr)
Chapter 67: Medicine (K. S. Shah)

#### Book Six
Influence of Muslim Thought
Chapter 68: Influence of Muslim Thought on the West:
Western Thinkers on Islam in General
Theological Influence
Philosophical Influence before Descartes (H. Z. Ulken)
Philosophical Influence from Descartes to Kant (M. M. Sharif)
Philosophical Influence in the Post Kantian period (H. Z. Ulken)
Chapter 69: Influence of Muslim Thought on the East (C. A. Qadir)

#### Book Seven
The Dark Age (1111/1700-1266/1850)
Chapter 70: Decline in the Muslim World (C. A. Qadir)
Chapter 71: The Silver Lining: Development of the Urdu Language, Grammar, and Literature (S. M. Abdullah)

#### Book Eight
Modern Renaissance (Covering both the Early and the Later Centuries)
Part 1: Renaissance in the Near and Middle East
Chapter 72: Renaissance in Arabia, Yemen, Iraq, Syria and Lebanon: Muhammad Bin 'Abd al-Wahhab and His Movement (Abdul Hamid Siddiqi)
Chapter 73: Renaissance in North Africa: The Sanusiyah Movement (Muhammad Khalil)
Chapter 74: Jamal al-Din al-Afghani (Osman Amin)
Chapter 75: Renaissance in Egypt: Muhammad Abduh and His School (Osman Amin)
Chapter 76: Renaissance in Turkey: Ziya Gökalp and His School (Niazie Berkes)
Chapter 77: Renaissance in Iran: General (Abdul Shakoor Ahsan)
Chapter 78: Renaissance in Iran: (Continued) Haji Mulla Hadi Sabziwari (Seyyed Hossein Nasr)
Part 2: Renaissance in South and South-East Asia
Chapter 79: Renaissance in Indo-Pakistan: Shah Wali Allah Dihlawi (Abdul Hamid Siddiqi)
Chapter 80: Renaissance in Indo-Pakistan (Continued): Sir Sayyid Ahmad Khan as a Politician, Historian and Reformist (Abdul Hamid)
Chapter 81: Renaissance in Indo-Pakistan (Continued): Sir Sayyid Ahmad Khan as a Religio-Philosophical Thinker (B. A. Dar)
Chapter 82: Renaissance in Indo-Pakistan (Continued): Iqbal (Khalifah Abdul Hakim)
Chapter 83: Renaissance in Indonesia (Shaikh Abdur Rashid)
CONCLUSION by the Editor, M. M. Sharif
INDEX